# Hipparchia maxima
Hipparchia maxima är en fjärilsart som beskrevs av Bang-haas 1933. Hipparchia maxima ingår i släktet Hipparchia och familjen praktfjärilar. Inga underarter finns listade i Catalogue of Life.